# Gamevertising
Gamevertising is een discipline binnen de e-marketing of de online marketing. Het gaat om interactieve online reclame waarbij de consument op een intensieve manier betrokken wordt bij de reclame van een merk. De discipline zit net zoals de online marketing in de lift en de wereldwijde bestedingen hieraan nemen jaarlijks toe.
Gamevertising maakt gebruik van recreatieve en ludieke elementen. Het is (zoals bij reclame in het algemeen) de bedoeling om op een positieve manier te communiceren over een merk in een origineel en ontspannend kader.
Gamevertising sluit ook aan bij ingameadvertising. Bij beide kan men op een directe manier een product placement doen, bij de tweede categorie gaat het dan om het nabootsen van de echte wereld, waar men bijvoorbeeld een merkdrank kan drinken in het spel, net zoals in het dagelijkse leven.
Gamevertising evolueert gezien de technische ontwikkelingen, niet enkel qua technische mogelijkheden, maar ook wat betreft andere media zoals mobile gaming en IDtv.

## Hoofdkenmerken
- In tegenstelling tot de traditionele media gaat men op vrijwillige basis deelnemen aan een actie en gaat het dus om een vorm van positieve communicatie die niet wordt opgedrongen.
- het is goedkoper dan traditionele reclame zoals televisiespotjes. Het gaat ook gepaard met een langere contacttijd, wat dit type advertising meer rendabel maakt.
- tailor-made: een campagne kan perfect toegespitst worden op de noden van een bedrijf en zijn doelgroep.
- interactief, meetbaar en opvolgbaar: men krijgt directe feedback via het internet en men kan dus ook bijsturen waar nodig
- ruime doelgroep: net zoals de gamingindustie in het algemeen en zoals de internetpopulatie in het algemeen, groeit de doelgroep van dit medium in een hoog tempo
- spelen en winnen: naast het spelelement zal een gamevertisingcampagne ook steeds een beloningselement bevatten om de gebruikers te stimuleren en te motiveren